# Mariä Heimsuchung (Ergolding)

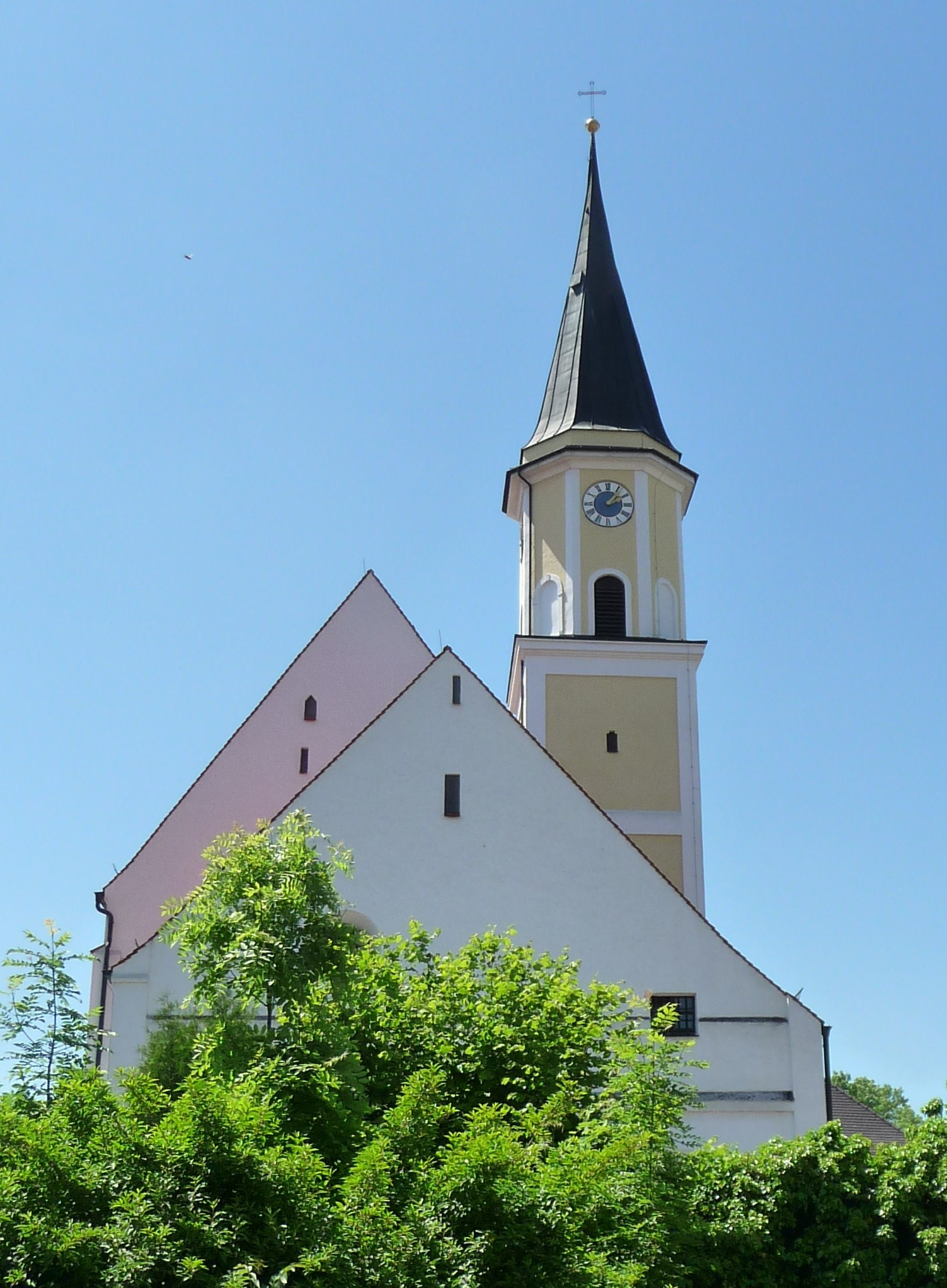
Außenansicht der Pfarrkirche Mariä Heimsuchung von Osten

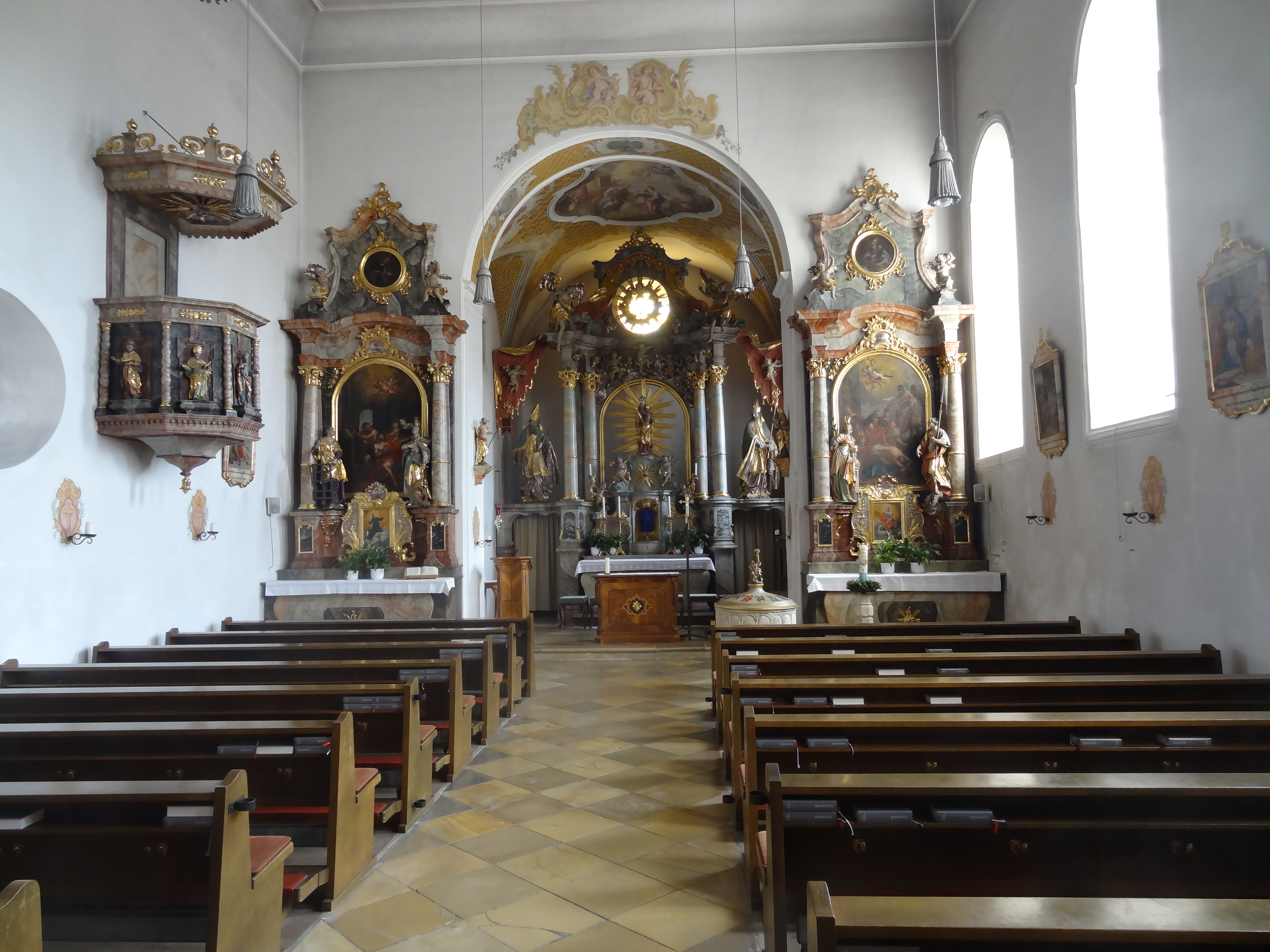
Innenraum

Die römisch-katholische Pfarrkirche Mariä Heimsuchung (umgangssprachlich als Frauenkirche bezeichnet) in Ergolding im Bistum Regensburg ist eine im Kern spätromanische Anlage aus dem 13. Jahrhundert mit einer prachtvollen Ausstattung im Stile des Rokoko. Das Gotteshaus ist als Baudenkmal mit der Nummer D-2-74-126-3 beim Bayerischen Landesamt für Denkmalpflege eingetragen. Mariä Heimsuchung ist nicht die größte Kirche der gleichnamigen Pfarrei, weswegen die Hauptgottesdienste in der Filialkirche St. Peter stattfinden.

## Geschichte
Bereits im 9. Jahrhundert ist in Ergolding eine Grundherrschaft des Bischofs von Regensburg nachgewiesen. Dem damaligen Königsgut wurde 914 unter der Herrschaft des Königs Konrad I. eine Kapelle gestiftet, die später möglicherweise in den Vorgängerbau der Peterskirche umgewandelt wurde. Im 11. Jahrhundert wurde Ergolding durch Grenzziehung in zwei verschiedene Diözesen aufgeteilt. So entstanden die beiden Pfarrkirchen, die Peterskirche für das Bistum Regensburg und die Frauenkirche (Mariä Heimsuchung) für das Bistum Freising. Als 1157 die Bistumsgrenze an die Isar verlegt wurde, wurde die Peterskirche zur alleinigen Pfarrkirche erhoben. Dieser Zustand währte mindestens bis mindestens 1665. Die Pfarrrechte wurden wohl erst im Zuge der Barockisierung der Frauenkirche im 18. Jahrhundert auf diese übertragen.
Die heutige Frauenkirche ist ein spätromanischer Bau aus dem 13. Jahrhundert, der wahrscheinlich 1265 von dem Ergoldinger Pfarrer Gotschalcus in Auftrag gegeben wurde. Im Laufe der Jahrhunderte wurde der Bau teilweise überformt. So stammt die gotische Sakristei wohl aus dem 15. Jahrhundert, der Nordturm wurde laut Inschrift 1580 errichtet. Die wohl tiefgreifendste Veränderung erfuhr die Kirche durch die Barockisierung im 17. und 18. Jahrhundert. 1630 dürfte der Maurermeister Georg Reinhard aus Mainburg die heutige Flachdecke eingezogen haben, 1775 war Hofmaurermeister Felix Hirschstötter aus Landshut an dem Gotteshaus tätig, 1784 Josef Dirlinger aus Rottenburg.

## Architektur

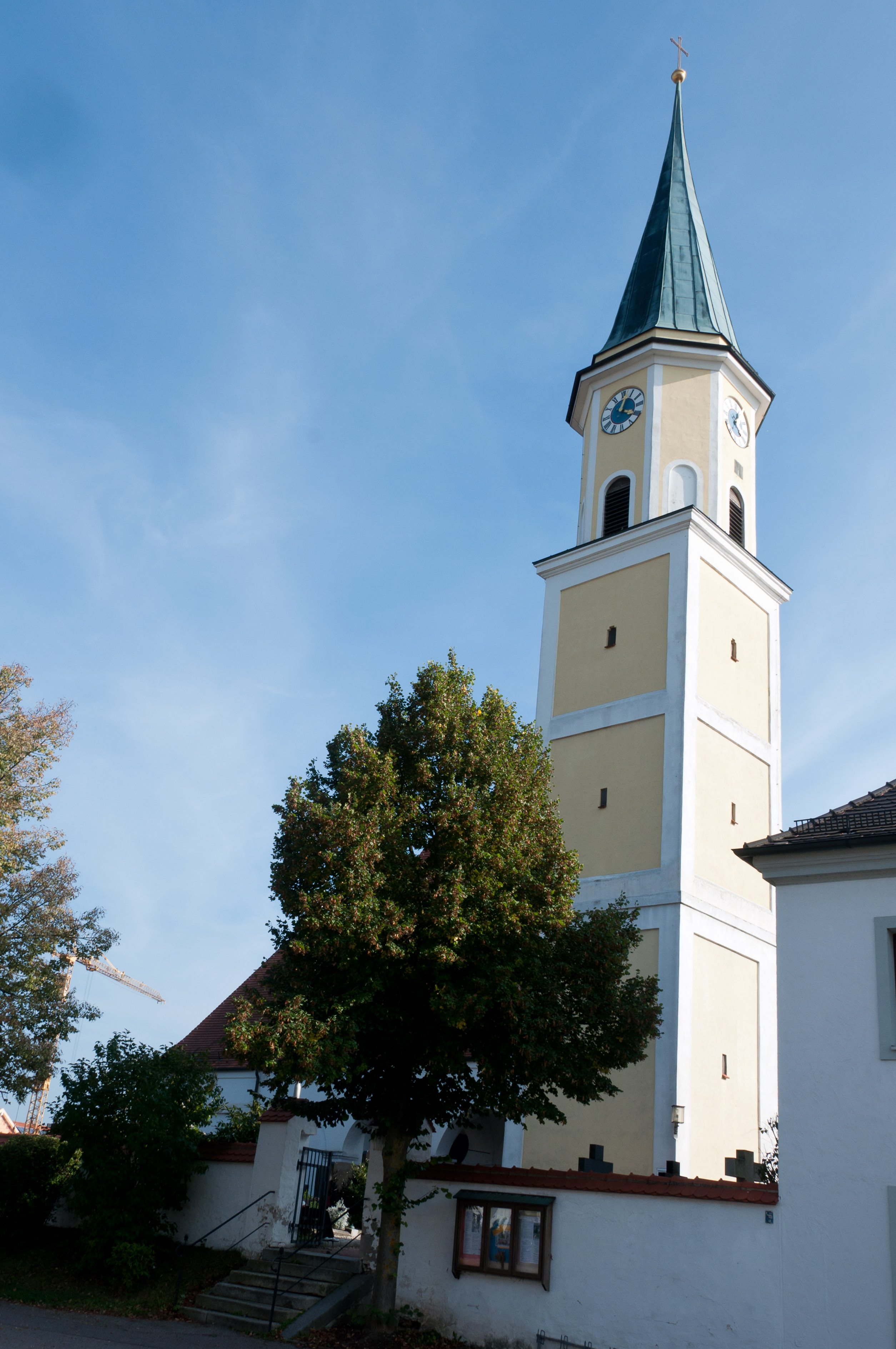
Nordturm

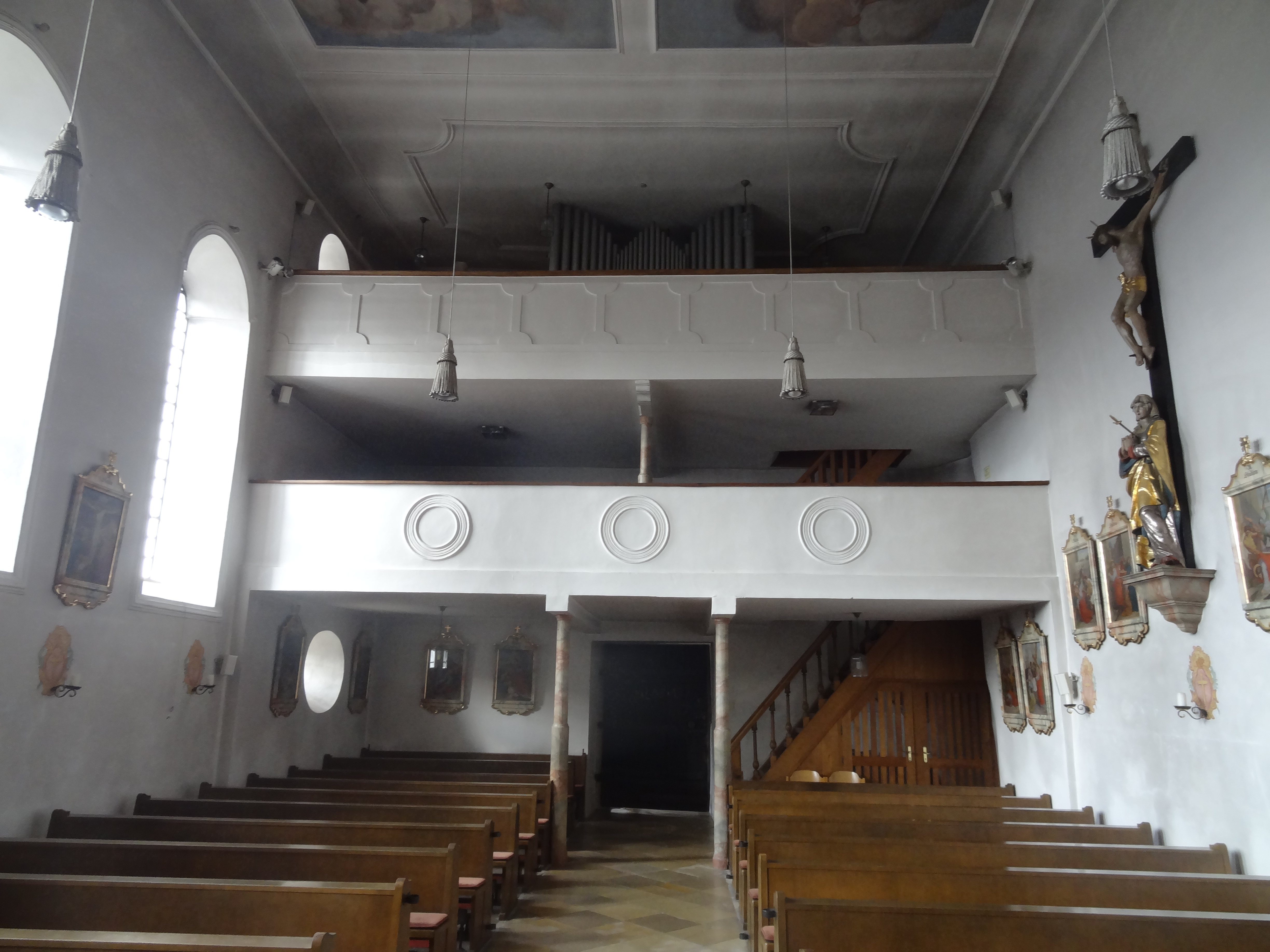
Blick zur Doppelempore

### Außenbau
Es handelt sich um eine im Kern spätromanische Saalkirche mit eingezogenem, beinahe quadratischem Chor (5,15 × 5,45 Meter) und geradem Chorschluss. Das Langhaus (15,05 × 8,80 Meter) umfasst fünf Fensterachsen und weist ein steiles, auf der Westseite abgewalmtes Dach ist. Auf der Nordseite des Chores ist die zweijochige Sakristei angebaut, welche mit dem Chor unter einem gemeinsamen steilen Satteldach vereinigt ist. Der Turm ist an der Nordseite des Schiffs in dessen westlicher Achse angebaut. Der quadratische Unterbau ist durch Lisenen in drei Geschosse gegliedert und besitzt schmale Lichtschlitze. Der oktogonale Oberbau besitzt nach vier Seiten hin rundbogige Schallöffnungen, darüber Turmuhren. Den oberen Abschluss bildet ein Spitzhelm aus dem 19. Jahrhundert. Zwischen Sakristei und Turm fügen sich drei rundbogige Arkaden ein, die in der Renaissance-Zeit etwa gleichzeitig mit dem Turm entstanden sind. Die östliche Arkade wurde später durch eine Mauer geschlossen. Die Vorhalle auf der Westseite, die das eisenbeschlagene Holzportal mit geradem Sturz enthält, entstand im 19. Jahrhundert.
An der Ostseite des Chores ist ein rundbogiges romanisches Fenster erhalten, das in der Barockzeit teilweise zugemauert wurde. Die übrigen Fensteröffnungen wurden im Zuge der Barockisierung vergrößert und schließen nunmehr mit einem leicht eingezogenen Rundbogen ab. Auf der östlichen Außenseite des Chores ist ein spätromanischer gedrückter Rundbogenfries erhalten, auf der Südseite ein Kreuzbogenfries gleicher Zeitstellung. Die Bögen weisen einen außergewöhnlich hohen Durchmesser von rund 1,50 Metern auf und ruhen auf einfachen, gekehlten Konsolen. Der Außenbau der Sakristei wird durch Eck- und Mittellisenen gegliedert, die sich im Gegensatz zu den gelb getünchten Lisenen des Turmes nicht vom Weißton der Außenwand abheben. Das Mauerwerk des Langhauses ist außen in großer Höhe leicht abgesetzt, was von dem barocken Umbau herrührt.

### Innenraum
Der Chorraum besitzt ein Tonnengewölbe mit Stichkappen. Der Chorbogen wurde in der Barockzeit verändert und ist heute rundbogig ausgeführt. Das Langhaus ist mit einer barocken Flachdecke über einer Hohlkehle versehen. In der Sakristei findet man ein gotisches Kreuzrippengewölbe auf gefasten Pilastern mit spitzen Schildbögen. In der Arkadenvorhalle auf der Nordseite befindet sich ein Kreuzgewölbe aus der Renaissance-Zeit, das aus quadratischen, gefasten Pfeilern bzw. aus Gesimsstücken entspringt. In der Westachse des Schiffs ist eine Doppelempore eingezogen, die auf schlanken Säulen ruht.

## Ausstattung
Die Innenausstattung ist fast durchgängig im Rokoko-Stil gehalten und im letzten Drittel des 18. Jahrhunderts entstanden.

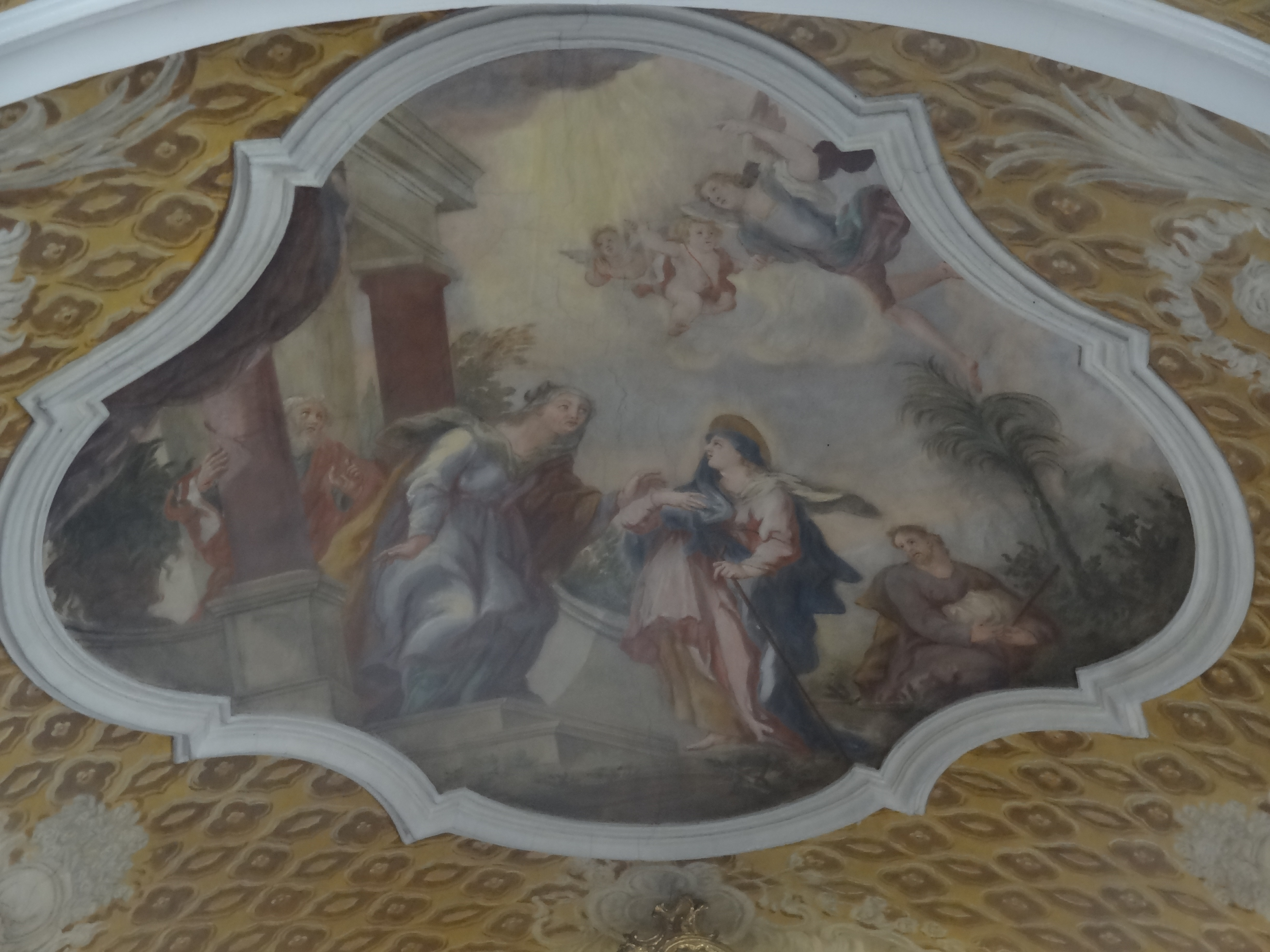
Deckenfresko der Heimsuchung Mariens im Chor (1767)

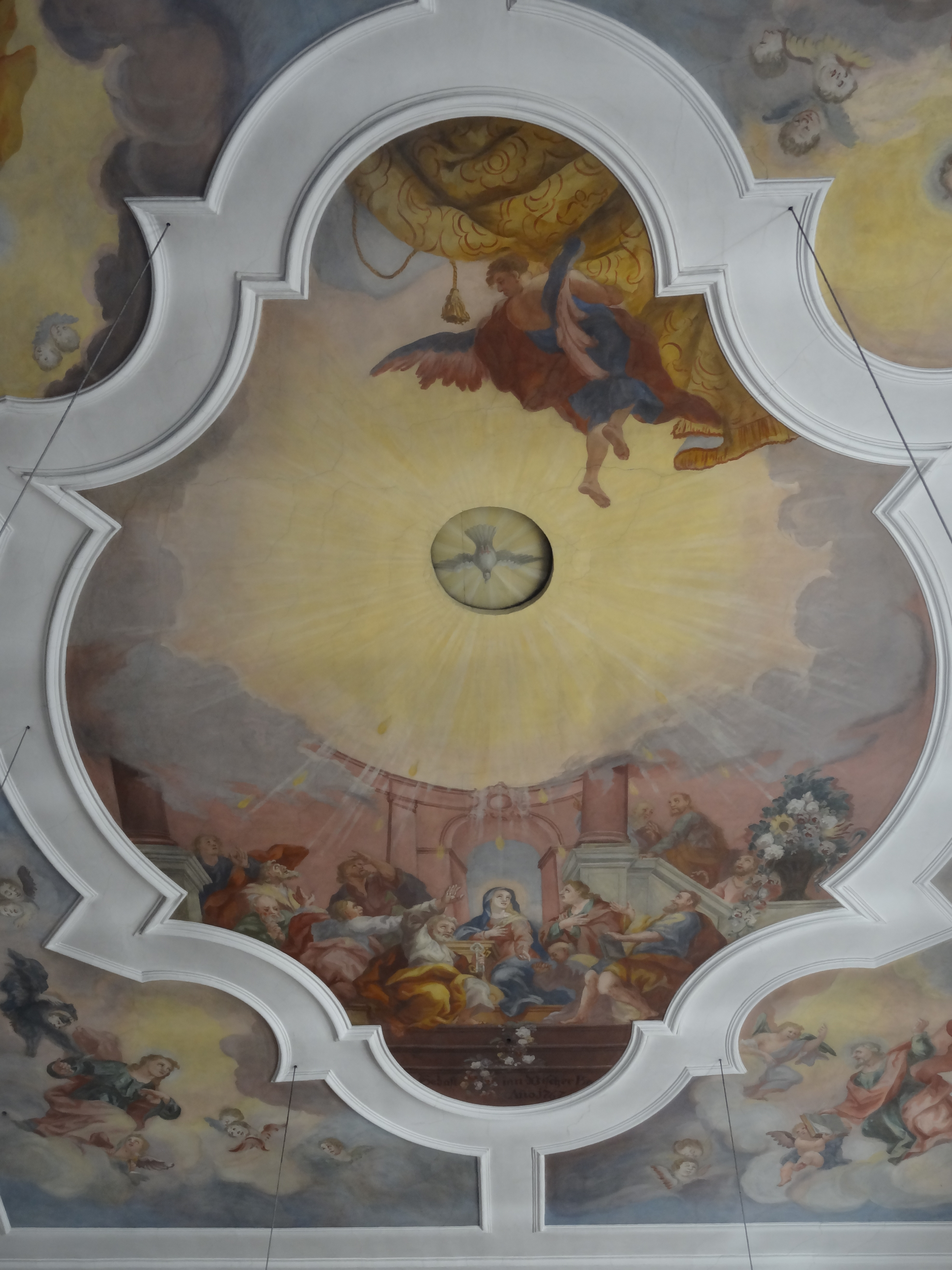
Deckenfresko der Aussendung des Hl. Geistes im Langhaus (1767)

### Deckengemälde
Die Deckengemälde, mit der Jahreszahl 1767 bezeichnet, wurden von dem Landshuter Barockmaler Sebastian Vischer und seinem Nachfolger Franz Xaver Schmidt geschaffen. In der Gewölbedecke im Chor ist beispielsweise Mariä Heimsuchung, das Patrozinium der Kirche, dargestellt. Das farbenprächtige Gemälde ist umgeben von Rocaillen, einem brokatartigen Muster und verschiedenen Grisaille-Malereien mit verschiedenen Szenen aus dem Leben Mariens. Das große Deckenfresko im Langhaus stellt die Aussendung des Heiligen Geistes dar. Es wird von einem geschweiften Stuckrahmen eingefasst. In den Ecken befinden sich weitere Fresken, welche die vier Evangelisten mit ihren Attributen darstellen. Oberhalb der Doppelempore befindet sich ein weiterer geschweifter Stuckrahmen, der allerdings nicht ausgemalt ist.

### Altäre

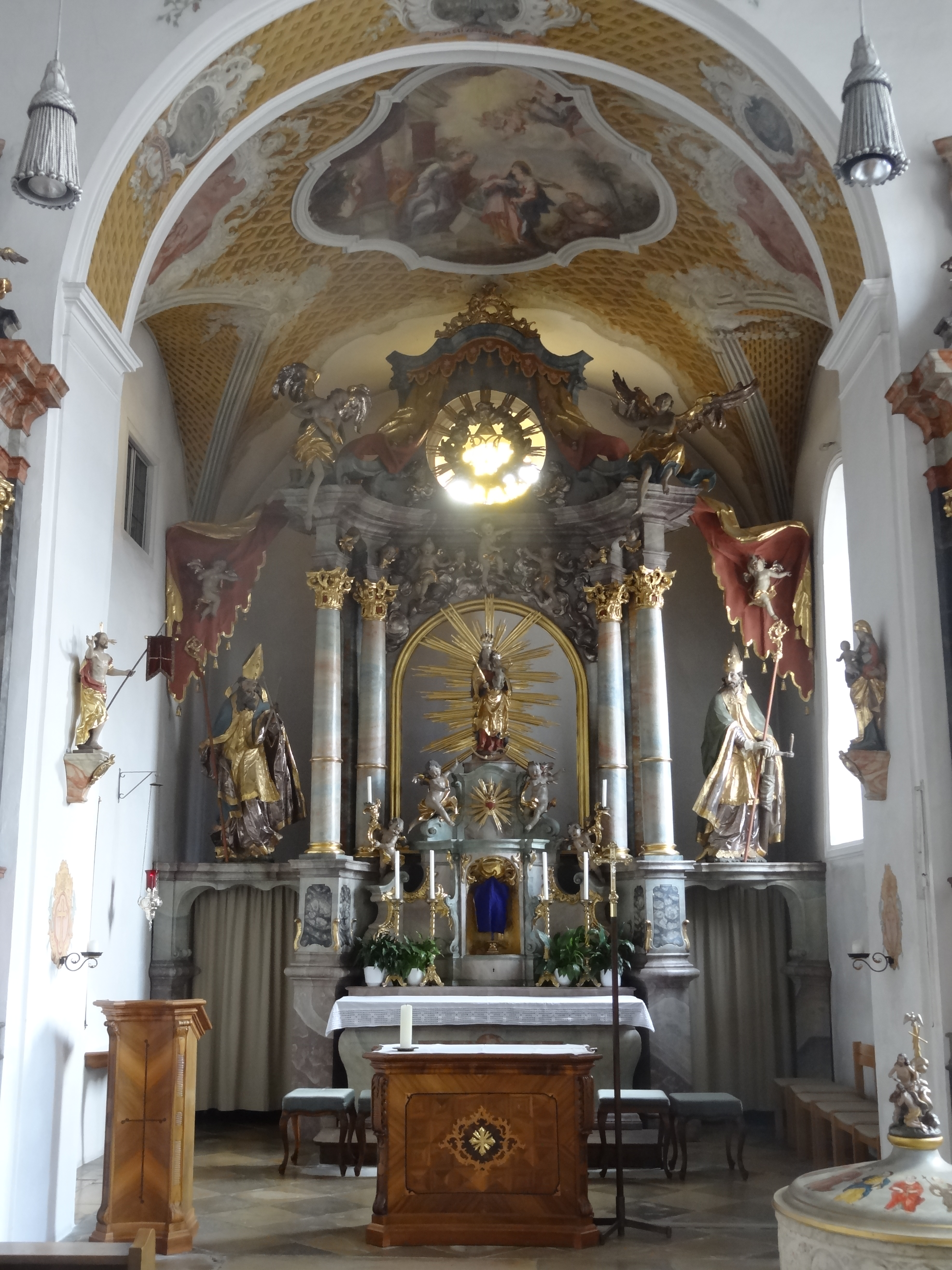
Chorraum mit Hochaltar

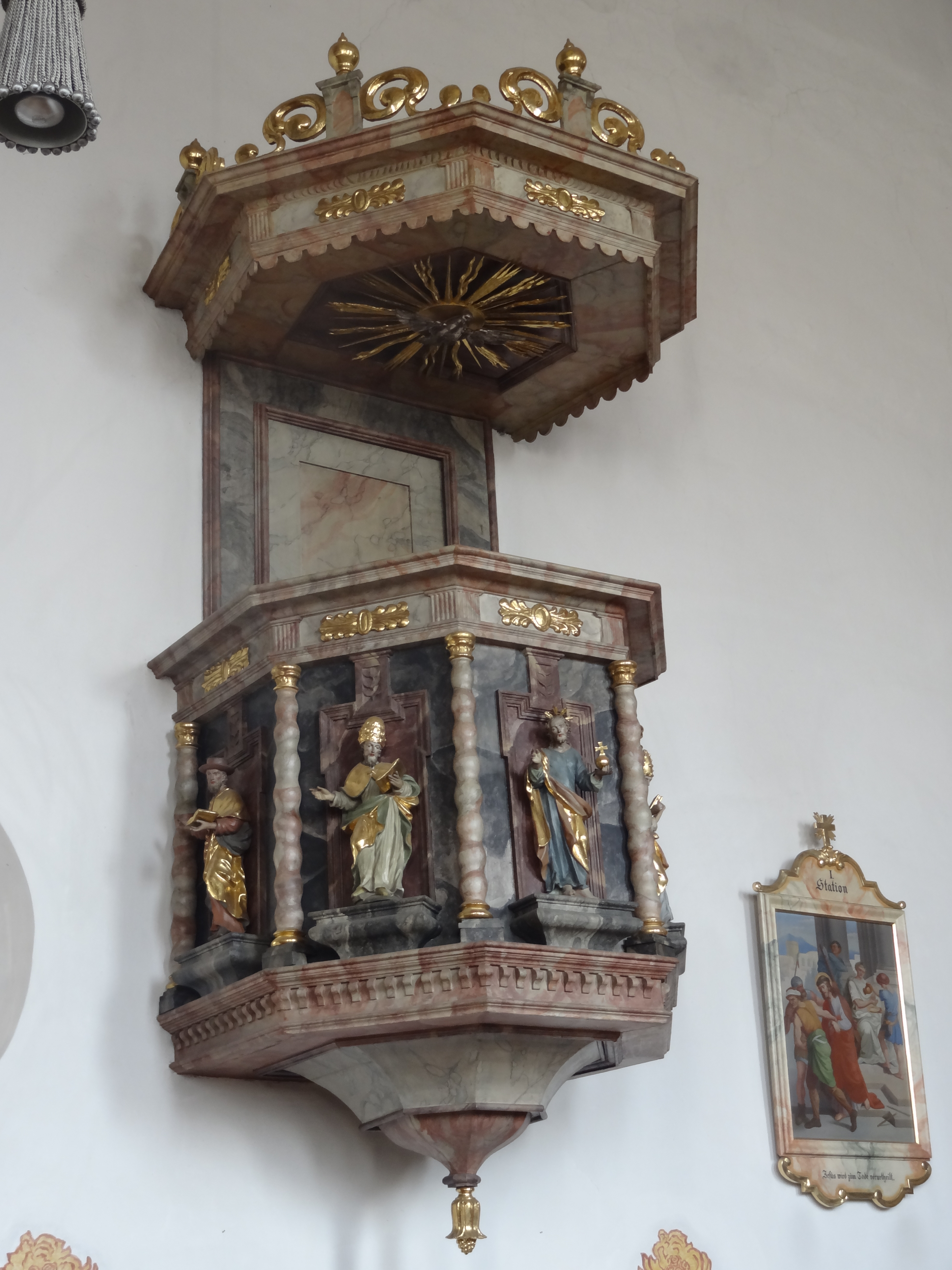
Kanzel

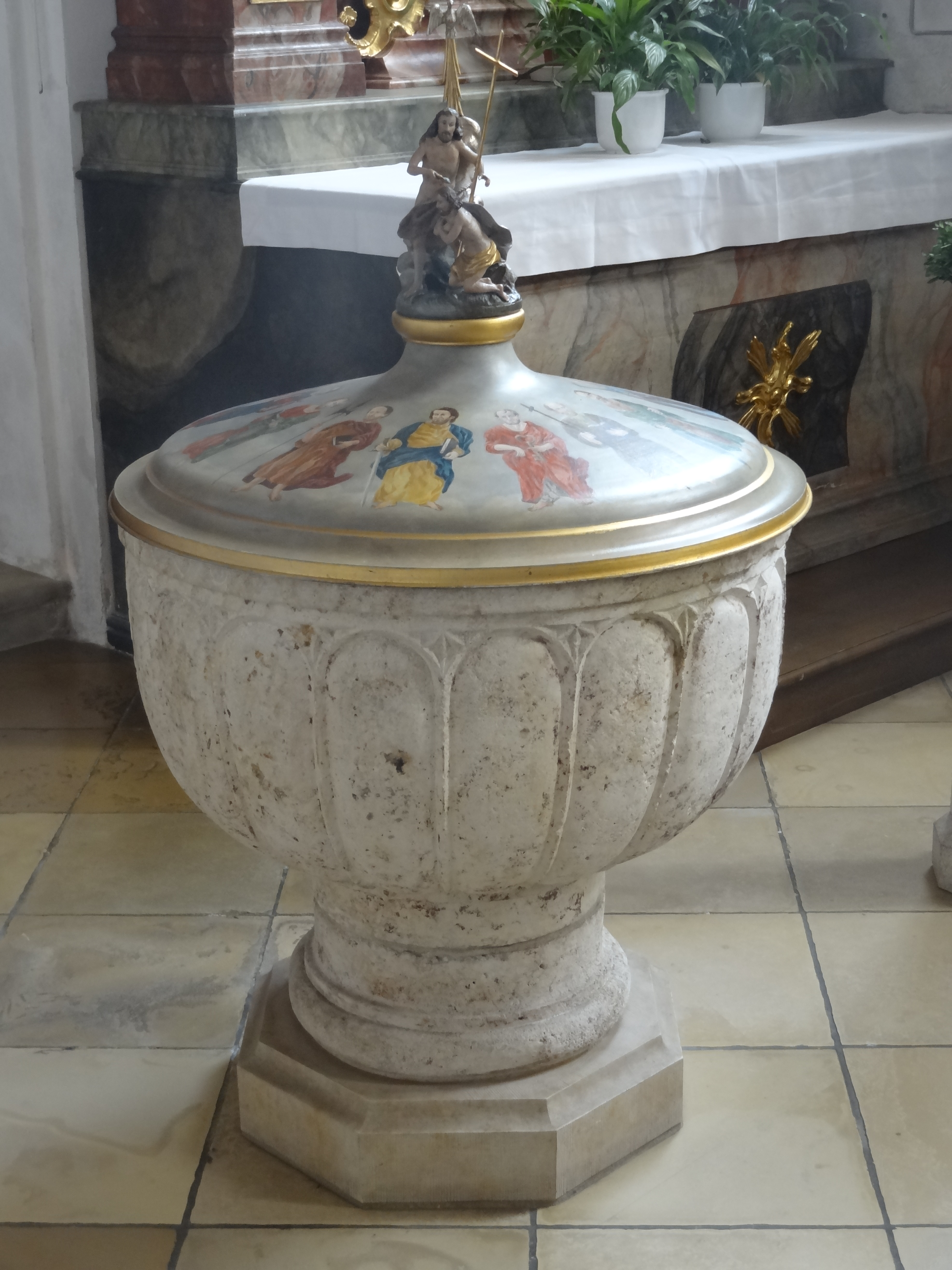
Taufstein

Die Altäre wurden in Zusammenarbeit des Kistlers Johann Georg Stöcher mit dem berühmten Landshuter Bildhauer Christian Jorhan d. Ä. und den Fassmalern Sebastian Vischer und Joseph Fürstenprey hergestellt.
Der viersäulige Hochaltar mit dekorativem Aufbau könnte nach einer Entwurfszeichnung Jorhans von 1754, die in der Schlossbibliothek Neufraunhofen verwahrt wird, ausgeführt sein. Zentral über dem Tabernakel ist ein spätgotisches Gnadenbild der Mutter Gottes mit Krone aus der Zeit um 1510/20 zu sehen, welches in der Barockzeit um das Jesuskind und einen Strahlenkranz ergänzt wurde. Den oberen Bereich des Hochaltars ziert ein vergoldetes Marienmonogramm, umgeben von einem Strahlenkranz, welches durch das dahinter befindliche Rundfenster vor allem in der Morgensonne eindrucksvoll beleuchtet wird. Über den beiden Altardurchgängen stehen Figuren der Heiligen Blasius (links) und Erasmus (rechts).
Die beiden zweisäuligen Seitenaltäre mit einem Volutenaufsatz sind als Pendants angelegt und ebenfalls im Rokokostil ausgeführt. Das Altarblatt des nördlichen Seitenaltares zeigt die Enthauptung Johannes’ des Täufers, das des südlichen Seitenaltares das Martyrium des heiligen Erasmus. Dieses wurde laut Inschrift bereits 1691 von Felix Finkenzeller geschaffen.

### Kanzel
Die Kanzel wurde im Jahr 1780 von dem Altheimer Schreiner Christoph Leitäscher geschaffen und 1784 von dem Malerssohn Alois Kaufmann gefasst. Sie besitzt einen polygonalen Korpus, der von gewendelten Ecksäulchen gegliedert wird. Dazwischen sind Halbreliefs von Christus Salvator und den vier Kirchenvätern Ambrosius, Hieronymus, Augustinus und Gregor dem Großen angeordnet.

### Taufstein
Der Taufstein gehört mit Sicherheit zu den ältesten Ausstattungsstücken der Pfarrkirche. Er wurde im Jahr 1600 von einem Landshuter Steinmetz verändert und aufwändig behauen. Der Taufstein besteht aus einem quadratischen Fuß mit 56 Zentimetern Kantenlänge, einem runden Ständer und einem 18-teiligen Muschelbecken. Die Gesamthöhe beträgt 96 Zentimeter, der Durchmesser des Beckens 85 Zentimeter. Der Deckel wurde gleichzeitig mit der Restaurierung des Taufsteins im Jahr 1600 mit Darstellungen der zwölf Apostel bemalt. Obenauf befindet sich eine barocke Figurengruppe der Taufe Jesu.

### Übrige Ausstattung
Am Chorbogen links befindet sich eine Figur des Auferstehungschristus, die um 1720 von dem Landshuter Bildhauer Anton Hiernle geschaffen und von Rupert Schlögl gefasst wurde. Gegenüber ist eine Anna selbdritt im Stile der frühen Renaissance zu sehen, welche in die erste Hälfte des 16. Jahrhunderts datiert wird. An der Nordwand des Langhauses, gleich neben der Kanzel, befindet sich ein Kruzifix mit einer Figur der Mater Dolorosa, beide lebensgroß und aus der Werkstatt von Christian Jorhan d. Ä.

### Orgel
Die Orgel der Pfarrkirche Mariä Heimsuchung wurde um 1955 von Michael Weise aus Plattling erbaut. Sie besitzt einen Freipfeifenprospekt und einen freistehenden Spieltisch. Die Orgelpfeifen stehen auf pneumatischen Kegelladen. Die Orgel umfasst insgesamt 13 Register auf zwei Manualen und Pedal. Die Disposition lautet wie folgt:
| I Manual C–g3 |               |       |
| 1.            | Kupfergedeckt | 8′    |
| 2.            | Salicional    | 8′    |
| 3.            | Principal     | 4′    |
| 4.            | Octav         | 2′    |
| 5.            | Mixtur IV     | 1 ⁄3′ |

| II Manual C–g3 |                |       |
| 6.             | Spitzflöte     | 8′    |
| 7.             | Kleingedackt   | 4′    |
| 8.             | Blockflöte     | 2′    |
| 9.             | Spitzquinte    | 1 ⁄3′ |
| 10.            | Kleincimbel II | 1′    |

| Pedal C–f1 |          |     |
| 11.        | Subbaß   | 16′ |
| 12.        | Zartbaß  | 16′ |
| 13.        | Octavbaß | 08′ |

- Koppeln: II/I, II/P, I/P, Sub II/I

Spätestens seit dem barocken Umbau der Kirche im 18. Jahrhundert befand sich immer eine Orgel in der Kirche. Das erste Instrument wurde von einem unbekannten Orgelbauer vor 1778 errichtet. Dieses wurde im Jahr 1798 durch eine gebrauchte Orgel ersetzt, die der Orgelbauer Michael Reithmayr aus Nandlstadt aufstellte. Das unmittelbare Vorgängerinstrument der heutigen Orgel erstellte der Landshuter Orgelbauer Johann Rödl im Jahr 1876; es umfasste sieben Register auf einem Manual und Pedal.

## Pfarrhof

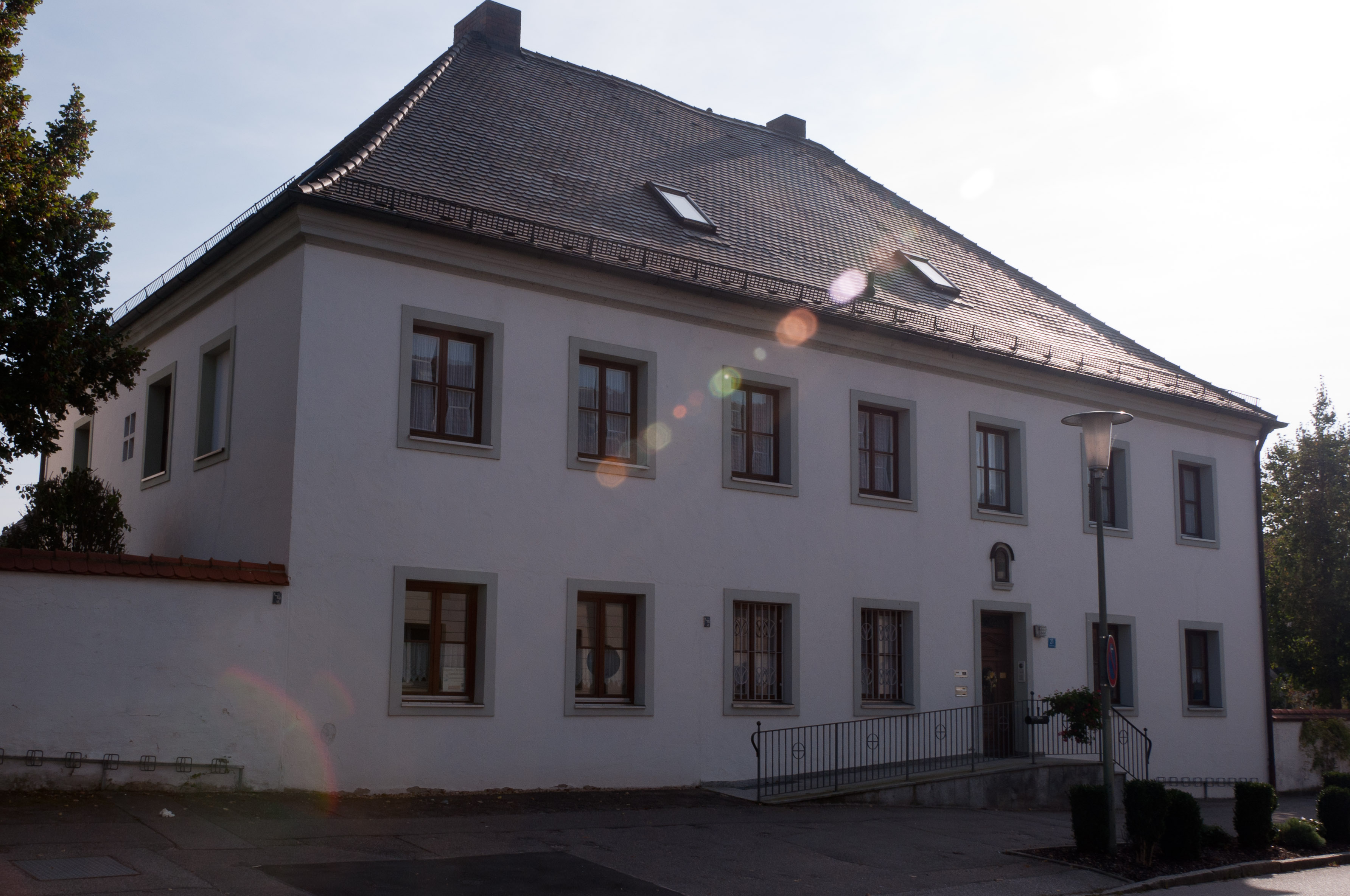
Pfarrhof

Direkt neben der Pfarrkirche befindet sich der Pfarrhof, ein zweigeschossiger Walmdachbau im Stile des Barock. Er wurde wohl im 18. Jahrhundert errichtet, möglicherweise parallel zur Barockisierung der Kirche und deren Erhebung zur Pfarrkirche.